# Ljubljanski kongres (2009)
Ljubljanski kongres, ki se je odvijal v Ljubljani od 16. do 18. aprila 2009, je bil dogodek, namenjen državam jugovzhodne Evrope. Njegov cilj je bil oblikovanje predlogov za izboljšanje sodelovanja med civilno družbo ter lokalnimi, nacionalnimi in evropskimi oblastmi. Na dogodku je sodelovalo približno 150 predstavnikov organizacij civilne družbe in približno 20 predsednikov in podpredsednikov vlad in parlamentov ter ministrov iz regije.

Kongres sta organizirala Mednarodno evropsko gibanje in Slovenski svet evropskega gibanja. Prvi dan kongresa je potekal na Ljubljanskem gradu, kjer so udeležence sprejeli župan Ljubljane Zoran Janković, predsednik Mednarodnega evropskega gibanja Pat Cox, predsednik Državnega zbora Republike Slovenije Pavel Gantar in predsednik Slovenskega sveta evropskega gibanja An Krumberger. Drugi dan je potekal na Gospodarskem razstavišču v Ljubljani.

Udeleženci so se zadnji dan kongresa zbrali v Državnem zboru Republike Slovenije, kjer so oblikovali skupno deklaracijo o razvoju civilne družbe v regiji in sodelovanju med organizacijami civilne družbe in oblasti.